# Stadio Atleti Azzurri d'Italia
Gewiss Stadium is een voetbalstadion in het Italiaanse Bergamo. Dit stadion, dat 24.642 zitplaatsen telt, is de thuishaven van Atalanta Bergamo en Unione Calcio AlbinoLeffe. Het stadion werd op 1 november 1928 officieel geopend en is intussen sterk verouderd. Het stadion is sinds mei 2017 eigendom van bespeler Atalanta Bergamo, dat het kocht van de gemeente van Bergamo.

## Interlands
Het Italiaans voetbalelftal speelde tot op heden drie interlands in dit stadion. Het eerste duel betrof een EK-kwalificatiewedstrijd tegen Malta, die werd gespeeld op 24 januari 1987 en eindigde in een 5-0-overwinning voor de Italianen door treffers van Salvatore Bagni, Giuseppe Bergomi, Alessandro Altobelli (2) en Gianluca Vialli. Het tweede duel was een oefeninterland tegen Turkije, gespeeld op 15 november 2006, die eindigde in een 1-1 gelijkspel door goals van Antonio Di Natale en Marco Materazzi (eigen doelpunt). Het derde duel, op 14 oktober 2020, was tegen Nederland in het kader van de Nations League. De wedstrijd eindigde door treffers van Lorenzo Pellegrini en Donny van de Beek in 1-1.
In 2006 was het stadion ook toneel voor de interland Albanië-Oekraïne (1-3).

## Toekomst
De gemeente Bergamo was sinds de opening van het stadion in 1928 eigenaar van het stadion, maar wilde er in 2017 vanaf. De twee bespelers van het stadion, Atalanta Bergamo en Unione Calcio AlbinoLeffe, deden een bod op het stadion. Atalanta Bergamo bood met €8,6 miljoen 10% meer dan AlbinoLeffe en werd daarmee eigenaar van het stadion. Een van de eisen van de gemeente was dat het stadion binnen 6 jaar volledig gerenoveerd zou worden. De historische hoofdtribune met rijkversierde gevel moet echter wel blijven behouden. Na de verbouwing zal het stadion een capaciteit hebben van rond de 23.000.
Giuseppe Meazza (AC Milan/Inter Milan) ·
Olimpico (AS Roma/SS Lazio) ·
Atleti Azzuri (Atalanta Bergamo) ·
Renato Dall'Ara (Bologna) ·
Giovanni Zini (Cremonese) ·
Carlo Castellani (Empoli) ·
Artemio Franchi (Fiorentina) ·
Marcantonio Bentegodi (Hellas Verona) ·
Allianz Stadium (Juventus) ·
Via del Mare (Lecce) ·
Brianteo (Monza) ·
Diego Armando Maradona (Napoli) ·
Arechi (Salernitana) ·
Luigi Ferraris (Sampdoria) ·
Città del Tricolore (Sassuolo) ·
Alberto Picco (Spezia) ·
Olimpico di Torino (Torino) ·
Friuli (Udinese)
Cino e Lillo Del Duca (Ascoli) ·
San Nicola (Bari) ·
Ciro Vigorito (Benevento) ·
Mario Rigamonti (Brescia) ·
Unipol Domus (Cagliari) ·
Pier Cesare Tombolato (Cittadella) ·
Giuseppe Sinigaglia (Como) ·
San Vito-Gigi Marulla (Cosenza) ·
Benito Stirpe (Frosinone) ·
Luigi Ferraris (Genoa) ·
Alberto Braglia (Modena) ·
Renzo Barbera (Palermo) ·
Ennio Tardini (Parma) ·
Renato Curi (Perugia) ·
Garibaldi-Romeo Anconetani (Pisa) ·
Oreste Granillo (Reggina) · 
Paolo Mazza (SPAL) ·
Druso (Südtirol) ·
Libero Liberati (Ternana) ·
Pierluigi Penzo (Venezia)